# Hollenbek
Hollenbek település Németországban, Schleswig-Holstein tartományban. Lakosainak száma 435 fő (2023. december 31.).

## Népesség
A település népességének változása:
| Lakosok száma | 398  | 417  | 426  | 451  | 439  | 435  |
|               | 1975 | 2017 | 2019 | 2021 | 2022 | 2023 |